# Governatore del Colorado
Il governatore del Colorado è il capo del ramo esecutivo del Colorado.
Attualmente, il governatore in carica è il democratico Jared Polis.

## Qualifiche
Per essere eleggibili occorre essere cittadino statunitense, risiedere in uno stato statunitense per almeno due anni prima dell'elezione e avere 30 anni di età anagrafica.

## Storia
La costituzione del Colorado venne istituita nel 1876 e prevedeva che il mandato del governatore durasse due anni, in seguito ci fu un emendamento approvato nel 1956, ma entrato in vigore a partire dal 1959, che aumentò la durata di tale mandato a quattro anni.

## Governatori

### Territorio di Jefferson
Il governo provvisorio dell'autoproclamato Territorio di Jefferson è stato organizzato il 7 novembre 1859. Il territorio comprendeva l'odierno Colorado, ma traslato di 5 km più a est, 222 km più a nord e circa 80 km più a ovest.
Il territorio non è mai stato riconosciuto dal governo federale nei giorni tumultuosi prima della guerra civile americana. Il Territorio ha avuto un solo governatore, Robert Williamson Steele, un democratico eletto con voto popolare. Egli proclamò il territorio disciolto il 6 giugno 1861, alcuni mesi dopo la formazione ufficiale del Territorio del Colorado, ma solo pochi giorni dopo l'arrivo del suo primo governatore.

### Territorio del Colorado
Il Territorio del Colorado è stato organizzato il 28 febbraio 1861, con porzioni di altri territori: territori del New Mexico, Utah, e Nebraska; inoltre venne aggiunto il territorio non organizzato che in precedenza era la parte occidentale del Kansas.
| # | Foto | Nome                   | Mandato                          | Designato da     |
| - | ---- | ---------------------- | -------------------------------- | ---------------- |
| 1 |      | William Gilpin         | 25 marzo 1861 – 26 marzo 1862    | Abraham Lincoln  |
| 2 |      | John Evans             | 26 marzo 1862 – 17 ottobre 1865  | Abraham Lincoln  |
| 3 |      | Alexander Cummings     | 17 ottobre 1865 – 24 aprile 1867 | Andrew Johnson   |
| 4 |      | Alexander Cameron Hunt | 24 aprile 1867 – 14 giugno 1869  | Andrew Johnson   |
| 5 |      | Edward M. McCook       | 14 giugno 1869 – 1873            | Ulysses S. Grant |
| 6 |      | Samuel Hitt Elbert     | 4 aprile 1873 – 1874             | Ulysses S. Grant |
| 7 |      | Edward M. McCook       | 19 giugno 1874 – 29 marzo 1875   | Ulysses S. Grant |
| 8 |      | John Long Routt        | 29 marzo 1875 – 1 agosto 1876    | Ulysses S. Grant |

### Stato del Colorado
Partiti politici: 

  Democratico (23) 
  Repubblicano (19) 
  Partito del Popolo (1) 
| #  | Foto | Nome                    | Mandato         | Mandato         | Partito | Partito            |
| #  | Foto | Nome                    | Inizio          | Termine         | Partito | Partito            |
| -- | ---- | ----------------------- | --------------- | --------------- | ------- | ------------------ |
| 1  |      | John Long Routt         | 1º agosto 1876  | 14 gennaio 1879 |         | Repubblicano       |
| 2  |      | Frederick Walker Pitkin | 14 gennaio 1879 | 9 gennaio 1883  |         | Repubblicano       |
| 3  |      | James Benton Grant      | 9 gennaio 1883  | 13 gennaio 1885 |         | Democratico        |
| 4  |      | Benjamin Harrison Eaton | 13 gennaio 1885 | 11 gennaio 1887 |         | Repubblicano       |
| 5  | \|   | Alva Adams              | 11 gennaio 1887 | 8 gennaio 1889  |         | Democratico        |
| 6  |      | Job Adams Cooper        | 8 gennaio 1889  | 13 gennaio 1891 |         | Repubblicano       |
| 7  |      | John Long Routt         | 13 gennaio 1891 | 10 gennaio 1893 |         | Repubblicano       |
| 8  |      | Davis Hanson Waite      | 10 gennaio 1893 | 8 gennaio 1895  |         | Partito del Popolo |
| 9  |      | Albert Wills McIntire   | 8 gennaio 1895  | 12 gennaio 1897 |         | Repubblicano       |
| 10 |      | Alva Adams              | 12 gennaio 1897 | 10 gennaio 1899 |         | Democratico        |
| 11 |      | Charles Spalding Thomas | 10 gennaio 1899 | 8 gennaio 1901  |         | Democratico        |
| 12 |      | James Bradley Orman     | 8 gennaio 1901  | 13 gennaio 1903 |         | Democratico        |
| 13 |      | James Hamilton Peabody  | 13 gennaio 1903 | 10 gennaio 1905 |         | Repubblicano       |
| 14 |      | Alva Adams              | 10 gennaio 1905 | 17 marzo 1905   |         | Democratico        |
| 15 |      | James Hamilton Peabody  | 17 marzo 1905   | 17 marzo 1905   |         | Repubblicano       |
| 16 |      | Jesse Fuller McDonald   | 17 marzo 1905   | 8 gennaio 1907  |         | Repubblicano       |
| 17 |      | Henry Augustus Buchtel  | 8 gennaio 1907  | 12 gennaio 1909 |         | Repubblicano       |
| 18 |      | John F. Shafroth        | 12 gennaio 1909 | 14 gennaio 1913 |         | Democratico        |
| 19 |      | Elias M. Ammons         | 14 gennaio 1913 | 12 gennaio 1915 |         | Democratico        |
| 20 |      | George Alfred Carlson   | 12 gennaio 1915 | 9 gennaio 1917  |         | Repubblicano       |
| 21 |      | Julius Caldeen Gunter   | 9 gennaio 1917  | 14 gennaio 1919 |         | Democratico        |
| 22 |      | Oliver Henry Shoup      | 14 gennaio 1919 | 9 gennaio 1923  |         | Repubblicano       |
| 23 |      | William Ellery Sweet    | 9 gennaio 1923  | 13 gennaio 1925 |         | Democratico        |
| 24 |      | Clarence Morley         | 13 gennaio 1925 | 11 gennaio 1927 |         | Repubblicano       |
| 25 |      | Billy Adams             | 11 gennaio 1927 | 10 gennaio 1933 |         | Democratico        |
| 26 |      | Edwin C. Johnson        | 10 gennaio 1933 | 1º gennaio 1937 |         | Democratico        |
| 27 |      | Ray Herbert Talbot      | 1º gennaio 1937 | 12 gennaio 1937 |         | Democratico        |
| 28 |      | Ammons Teller           | 12 gennaio 1937 | 10 gennaio 1939 |         | Democratico        |
| 29 |      | Ralph Lawrence Carr     | 10 gennaio 1939 | 12 gennaio 1943 |         | Repubblicano       |
| 30 |      | John Charles Vivian     | 12 gennaio 1943 | 14 gennaio 1947 |         | Repubblicano       |
| 31 |      | William Lee Knous       | 14 gennaio 1947 | 15 aprile 1950  |         | Democratico        |
| 32 |      | Walter Walford Johnson  | 15 aprile 1950  | 9 gennaio 1951  |         | Democratico        |
| 33 |      | Daniel I.J. Thornton    | 9 gennaio 1951  | 11 gennaio 1955 |         | Repubblicano       |
| 34 |      | Edwin C. Johnson        | 11 gennaio 1955 | 8 gennaio 1957  |         | Democratico        |
| 35 |      | Stephen L.R. McNichols  | 8 gennaio 1957  | 8 gennaio 1963  |         | Democratico        |
| 36 |      | John Arthur Love        | 8 gennaio 1963  | 16 luglio 1973  |         | Repubblicano       |
| 37 |      | John David Vanderhoof   | 16 luglio 1973  | 14 gennaio 1975 |         | Repubblicano       |
| 38 |      | Richard Lamm            | 14 gennaio 1975 | 13 gennaio 1987 |         | Democratico        |
| 39 |      | Roy Romer               | 13 gennaio 1987 | 12 gennaio 1999 |         | Democratico        |
| 40 |      | Bill Owens              | 12 gennaio 1999 | 9 gennaio 2007  |         | Repubblicano       |
| 41 |      | Bill Ritter             | 9 gennaio 2007  | 11 gennaio 2011 |         | Democratico        |
| 42 |      | John Hickenlooper       | 11 gennaio 2011 | 8 gennaio 2019  |         | Democratico        |
| 43 |      | Jared Polis             | 8 gennaio 2019  | in carica       |         | Democratico        |